# Ambroise Vollard (collection Emil G. Bührle)
Pour les articles homonymes, voir Ambroise Vollard (homonymie).
Ambroise Vollard est un tableau du peintre français Pierre Bonnard réalisé vers 1904. Cette huile sur toile est un portrait d'Ambroise Vollard, marchand d'art que l'artiste a représenté plusieurs fois. Elle est conservée par la Fondation et Collection Emil G. Bührle, à Zurich, et une esquisse fait partie des collections du musée d'Orsay, à Paris.

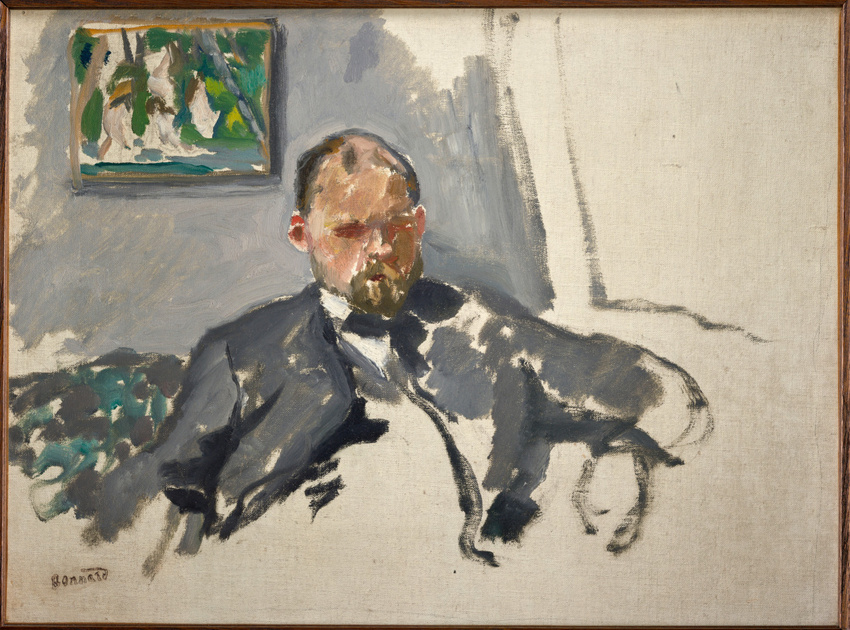
Ambroise Vollard, une esquisse au musée d'Orsay, à Paris.